# Oebesi
Oebesi is een bestuurslaag in het regentschap Kupang van de provincie Oost-Nusa Tenggara, Indonesië. Oebesi telt 2036 inwoners (volkstelling 2010).